# Les Fantômes du chapelier
Les Fantômes du chapelier is een Franse misdaadfilm uit 1982 onder regie van Claude Chabrol. Het scenario is gebaseerd op de gelijknamige misdaadroman uit 1947 van de Belgische auteur Georges Simenon.

## Verhaal
Een hoedenmaker vermoordt zijn verlamde vrouw. Dan begint hij haar oude schoolvriendinnen te doden. Omdat hij in het dorp een zeer gerespecteerd man is, verdenkt niemand hem. Alleen zijn buurman heeft argwaan.

## Rolverdeling
| Acteur            | Personage         |
| ----------------- | ----------------- |
| Michel Serrault   | Léon Labbé        |
| Charles Aznavour  | Kachoudas         |
| Monique Chaumette | Mevrouw Labbé     |
| François Cluzet   | Jeantet           |
| Isabel Sadoyan    | Alice Kachoudas   |
| Jean Champion     | Senator Laude     |
| Bernard Dumaine   | Arnoult           |
| Victor Garrivier  | Dr. Chaudreau     |
| Jean Leuvrais     | Lambert           |
| Christine Paolini | Louise Chapus     |
| Robert Party      | Inspecteur Caille |
| Fabrice Ploquin   | Valentin          |
| Nathalie Hayat    | Esther            |
| Aurore Clément    | Berthe            |